# Grilly
Grilly település Franciaországban, Ain megyében. Lakosainak száma 873 fő (2022. január 1.). Grilly Cessy, Divonne-les-Bains, Gex, Sauverny, Vesancy, Commugny, Chavannes-des-Bois és Versoix községekkel határos.

## Népesség
A település népességének változása:
| Lakosok száma | 302  | 520  | 634  | 675  | 780  | 792  | 833  | 839  | 842  | 873  |
|               | 1968 | 1982 | 1990 | 2006 | 2013 | 2015 | 2017 | 2019 | 2020 | 2022 |